# Брюньян
Брюнья́н (фр. Brugnens) — коммуна во Франции, находится в регионе Юг — Пиренеи. Департамент — Жер. Входит в состав кантона Флёранс. Округ коммуны — Кондом.
Код INSEE коммуны — 32066.

## География

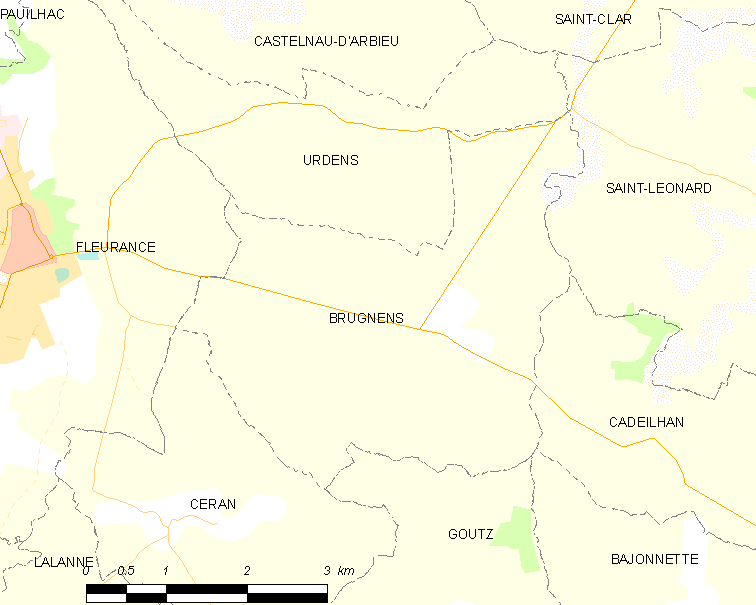
Карта коммуны

Коммуна расположена приблизительно в 580 км к югу от Парижа, в 65 км северо-западнее Тулузы, в 25 км к северо-востоку от Оша.
На востоке коммуны протекает река Ору.

## Климат
Климат умеренно-океанический. Лето жаркое и немного дождливое, температура часто превышает 35 °С. Зимой часто бывает отрицательная температура и ночные заморозки. Годовое количество осадков — 700—900 мм.

## Население
Население коммуны на 2010 год составляло 251 человек.
| 1962 | 1968 | 1975 | 1982 | 1990 | 1999 | 2010 |
| ---- | ---- | ---- | ---- | ---- | ---- | ---- |
| 273  | 251  | 221  | 231  | 244  | 250  | 251  |

## Администрация
| Период | Период | Фамилия         | Партия        | Примечания |
| ------ | ------ | --------------- | ------------- | ---------- |
| 2001   | 2020   | Пьер Комбедузон | Разные правые |            |

## Экономика
В 2010 году среди 156 человек трудоспособного возраста (15-64 лет) 103 были экономически активными, 53 — неактивными (показатель активности — 66,0 %, в 1999 году было 66,0 %). Из 103 активных жителей работали 94 человека (51 мужчина и 43 женщины), безработных было 9 (4 мужчины и 5 женщин). Среди 53 неактивных 18 человек были учениками или студентами, 23 — пенсионерами, 12 были неактивными по другим причинам.